# District de Wucheng
Pour les articles homonymes, voir Wucheng.
Le district de Wucheng (婺城区 ; pinyin : Wùchéng Qū) est une subdivision administrative de la province du Zhejiang en Chine. Il est placé sous la juridiction de la ville-préfecture de Jinhua.